# Луцій Корнелій Лентул (цезаріанець)
Луцій Корнелій Лентул (*Lucius Cornelius Lentulus, прибл. 80 до н. е. — після 46 до н. е.) — політичний діяч пізньої Римської республіки.

## Життєпис
Походив з патрциіанського роду Корнеліїв Лентулів. Син Луція Корнелія Лентула Нігера, претора 62 року до н. е., і Публіції.
Замолоду став фламіном Марса. У 59 році до н. е. був разом із батьком звинувачений Луцієм Веттієм в участі у змові з метою вбивства Гнея Помпея, проте обвинувачення не було доведено. Втім вимушений був перебратися до Афін, де навчався красномовства та філософії.
У 54 році до н. е. притягнув до суду звинуватив в применшення величі римського народу Авла Габінія, раніше переміг його батька на консульських виборах. Проте виступив настільки невдало, що накликав на себе підозри в змові з обвинуваченим.
У 49 році до н. е. підтримав Гая Цезаря у боротьбі проти Гнея Помпея. Залишався у Римі не брав участь у військових подіях. Остання згадка про Лентула датується 46 роком до н. е.

## Родина
- Луцій Корнелій Лентул, консул 3 року до н. е.